# Jack de Vries (The Ramblers)

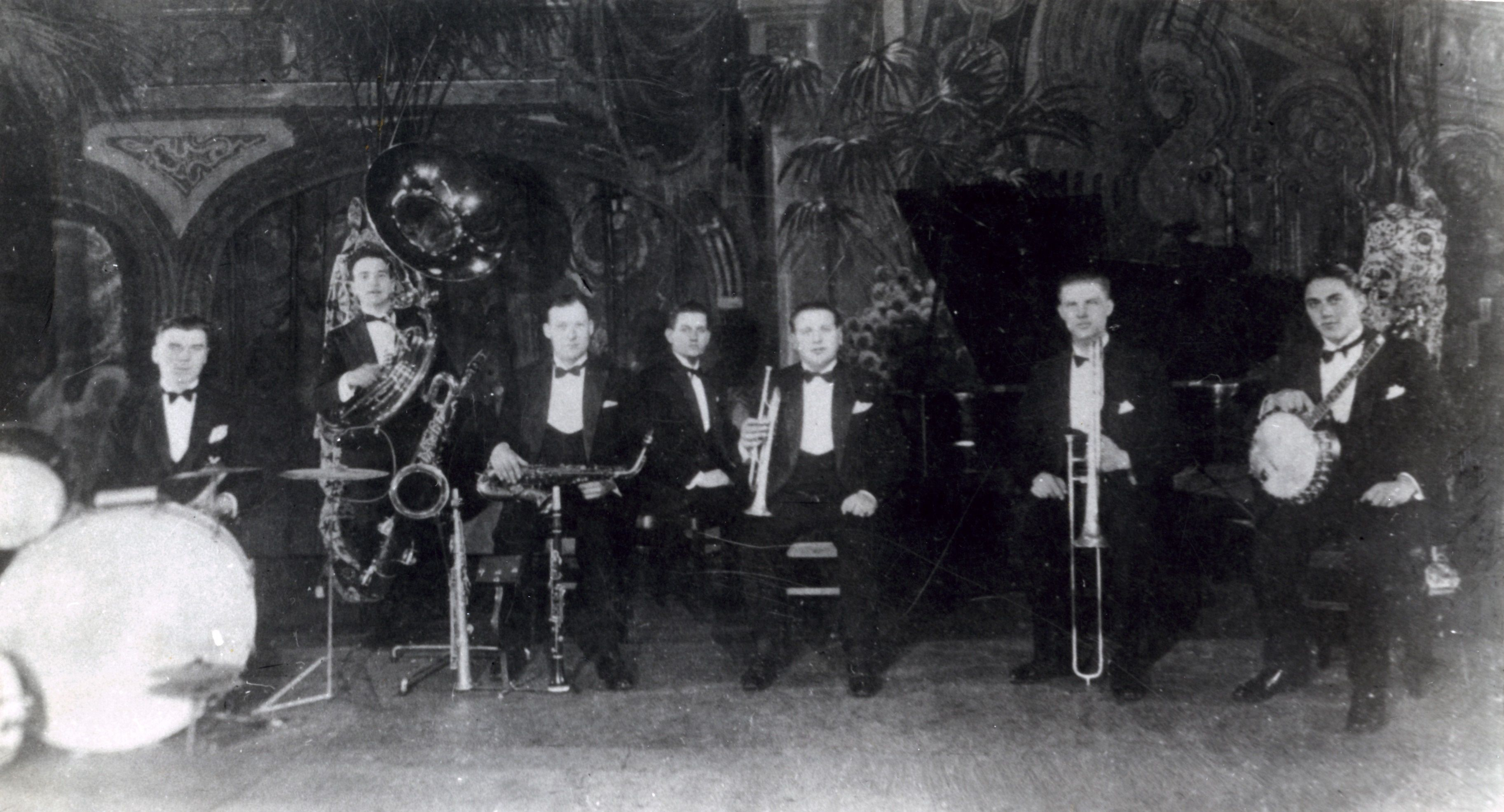
The Ramblers (1926), met tweede van links Jack de Vries in de sousafoon

Jacob (Jack) de Vries (Amsterdam, 24 augustus 1906 – Antwerpen, 28 december 1976) was een Nederlands sousafonist en contrabassist.
Hij was zoon van Betje Bollegraf en handelsreiziger Arend de Vries, die ook amateurtrompettist was. Jack broers Louis de Vries en Izaak waren musici net als zus Clara de Vries. De Vries was getrouwd met Rebekka Wallega en met de Belgische Stella van Witsen. Niet alleen zijn familie stond stil bij zijn overlijden, ook oud-collega Bob Scholte plaatste een rouwadvertentie.
De Vries kreeg zijn eerste lessen van zijn vader en onder diens invloed ging hij op jonge leeftijd spelen bij de fanfare Excelsior. Aanvullende lessen kreeg hij aan een muziekschool van Willem Landré en Siegfried Blaauw aan de Mauritsweg. Louis en Jack spelen in diverse jazzensembles in en rond Rotterdam.
Jack en Louis speelden samen in de eerste versie van The Ramblers van Theo Uden Masman. Het is dan 1926, vermoedelijk in datzelfde jaar krijgen de broers "muzikale meningsverschillen" met Masman en stappen op; ze beginnen hun eigen ensemble The Internationals. Het gezelschap kreeg diverse vast contracten in hotels en het Kurhaus. Begin jaren dertig is een sousafoon bij jazzorkesten uit de mode en Jack bekwaamde zich onder leraar Geudeke spelend in het Berliner Philharmoniker op de contrabas. Het leverde hem enige populariteit in Duitsland op, maar hij ondervond hinder van het opkomend nazisme en keerde terug naar Nederland. In 1935 kwam er een eind aan de samenwerking tussen de broers Jack en Louis; die laatste overleed aan de gevolgen van een verkeersongeluk. The Internationals gaan zonder Louis verder. Het ensemble kreeg in de Tweede Wereldoorlog te maken met antisemitische maatregelen van de Duitse bezetter. Joden mochten alleen nog optreden met en voor Joodse mensen, Jack de Vries ging enige tijd spelen bij het Joodsch Symphonie Orkest. Deze kregen een tijdelijke bescherming van deportatie, maar ook het gezin De Vries ontkwam er uiteindelijk niet aan. De Vries wist concentratiekamp Auschwitz (zijn eerste vrouw werd er in 1943 omgebracht) te overleven wellicht door zijn spel in het kamporkest Lager Kapelle.
Toen hij in 1945 terugkeerde naar Nederland richtte hij een nieuwe versie van The Internationals op; hij kreeg het echter niet meer aan de gang. Hij had te veel Joodse collegae verloren. Hij vertrok naar België en hertrouwde daar.
Hij overleed op zeventigjarige leeftijd in Antwerpen en werd begraven op Frechie Stichting in Putte nabij Antwerpen.
- Gemeinsame Normdatei: 1356312683
- MusicBrainz: cf32c547-7d14-441b-ab69-db224072bfc2
- Virtual International Authority File: 9367173973186923810005